# روبرتو كونتي
روبرتو كونتي (بالإيطالية: Roberto Conti)‏ ولد بتاريخ 16 ديسمبر 1964 في فاينزا، إيطاليا، هو دراج إيطالي سابق في صنف سباق الدراجات على الطريق.

## سجل النتائج

### سباقات أو مراحل فاز بها
- طواف فرنسا

## وصلات خارجية
- الموقع الرسمي

## روابط خارجية
- روبرتو كونتي على موقع أرشيف الدراجات (الإنجليزية)
- روبرتو كونتي على موقع إحصائيات الدراجات الإحترافية (الإنجليزية)
- روبرتو كونتي على موقع CycleBase (الإنجليزية)